# Total Analysis System
Total Analysis System (TAS) descreve um dispositivo que automatiza e inclui todos os passos necessários para a análise química de uma amostra, por exemplo, amostragem, transporte da amostra, filtração, diluição, reacções químicas, separação e detecção.